# Vela nos Jogos Olímpicos de Verão de 2024 - 470
A classe 470 da vela nos Jogos Olímpicos de Verão de 2024 foi disputada entre 2 e 8 de agosto na Marina de Marselha. A partir dessa edição o evento passou a ser misto ao invés de ter disputas masculinas e femininas separadamente.
Um total de 38 velejadores de 19 barcos, sendo um homem e uma mulher representando cada Comitê Olímpico Nacional (CON), participaram do evento.

## Formato
A prova foi composta por oito regatas preliminares e uma de decisão das medalhas (Medal Race). A posição em cada regata se traduz em pontos (os primeiros colocados somam um ponto na classificação, enquanto os décimos, por exemplo, somam 10 pontos), que são acumulados de regata a regata para obter a classificação. Apenas as dez menores pontuações ao fim das oito primeiras regatas avançaram para a Medal Race, na qual os pontos obtidos juntam-se aos já acumulados. Cada barco deve excluir uma regata para sua pontuação total, com exceção da Medal Race que não pode ser excluída e sua pontuação conta em dobro.

## Calendário
| Data → | Sexta 2 ago   | Sábado 3 ago  | Domingo 4 ago | Segunda 5 ago | Terça 6 ago   | Quarta 7 ago | Quinta 8 ago |
| ------ | ------------- | ------------- | ------------- | ------------- | ------------- | ------------ | ------------ |
| 470    | Regatas 1 e 2 | Regatas 3 e 4 | Regatas 5 e 6 | Adiado        | Regatas 7 e 8 | Adiado       | Medal Race   |

## Medalhistas
| Ouro   | AUT Lara Vadlau e Lukas Mähr         |
| Prata  | JPN Keiju Okada e Miho Yoshioka      |
| Bronze | SWE Anton Dahlberg e Lovisa Karlsson |

## Resultados
Estes foram os resultados após as 8 regatas e a regata da medalha.
| Pos.              | Velejadores                       | CON                | Regata | Regata | Regata | Regata | Regata | Regata | Regata | Regata | Regata | Pontos | Pontos |
| Pos.              | Velejadores                       | CON                | 1      | 2      | 3      | 4      | 5      | 6      | 7      | 8      | MR     | Tot.   | Net    |
| ----------------- | --------------------------------- | ------------------ | ------ | ------ | ------ | ------ | ------ | ------ | ------ | ------ | ------ | ------ | ------ |
| Medalha de ouro   | Lara Vadlau Lukas Mähr            | AUT Áustria        | 20 BFD | 5      | 3      | 1      | 7      | 1      | 5      | 2      | 14     | 58     | 38     |
| Medalha de prata  | Keiju Okada Miho Yoshioka         | JPN Japão          | 1      | 2      | 2      | 6      | 14     | 12     | 9      | 3      | 6      | 55     | 41     |
| Medalha de bronze | Anton Dahlberg Lovisa Karlsson    | SWE Suécia         | 7      | 14     | 1      | 2      | 1      | 13     | 11     | 4      | 8      | 61     | 47     |
| 4                 | Jordi Xammar Nora Brugman         | ESP Espanha        | 5      | 6      | 5      | 3      | 6      | 3      | 3      | 6      | 18     | 55     | 49     |
| 5                 | Diogo Costa Carolina João         | POR Portugal       | 20 BFD | 3      | 16     | 14     | 2      | 4      | 2      | 8      | 4      | 73     | 53     |
| 6                 | Camille Lecointre Jérémie Mion    | FRA França         | 11     | 10     | 13     | 4      | 5      | 5      | 6      | 13     | 2      | 69     | 56     |
| 7                 | Nitai Hasson Noa Lasry            | ISR Israel         | 10     | 7      | 18     | 9      | 8      | 2      | 7      | 14     | 10     | 85     | 67     |
| 8                 | Yves Mermod Maja Siegenthaler     | SUI Suíça          | 20 BFD | 1      | 14     | 16     | 4      | 7      | 1      | 9      | 16     | 88     | 68     |
| 9                 | Nia Jerwood Conor Nicholas        | AUS Austrália      | 6      | 20 UFD | 7      | 7      | 3      | 16     | 8      | 15     | 12     | 94     | 74     |
| 10                | Henrique Haddad Isabel Swan       | BRA Brasil         | 12     | 12     | 10     | 12     | 9      | 8      | 13     | 1      | 20     | 97     | 84     |
| 11                | Vita Heathcote Chris Grube        | GBR Grã-Bretanha   | 2      | 16     | 8      | 5      | 12     | 20 UFD | 15     | 7      | –      | 85     | 65     |
| 12                | Ariadne Spanaki Odysseas Spanakis | GRE Grécia         | 13     | 11     | 6      | 17     | 13     | 11 DPI | 4      | 10     | –      | 85     | 68     |
| 13                | Stu McNay Lara Dallman-Weiss      | USA Estados Unidos | 9      | 17     | 4      | 13     | 11     | 6      | 18     | 12     | –      | 90     | 72     |
| 14                | Simon Diesch Anna Markfort        | GER Alemanha       | 8      | 4      | 9      | 10     | 16     | 9      | 19     | 20 RET | –      | 95     | 75     |
| 15                | Elena Berta Bruno Festo           | ITA Itália         | 3      | 13     | 12     | 15     | 10     | 20 DNF | 12     | 11     | –      | 96     | 76     |
| 16                | Deniz Çınar Lara Nalbantoğlu      | TUR Turquia        | 14     | 9      | 15     | 8      | 18     | 11     | 14     | 5      | –      | 94     | 76     |
| 17                | Xu Zangjun Lü Yixiao              | CHN China          | 4      | 15     | 11     | 11     | 15     | 14     | 16     | 16     | –      | 102    | 86     |
| 18                | Tina Mrak Jakob Božič             | SLO Eslovênia      | 15     | 8      | 17     | 18     | 17     | 15     | 10     | 17     | –      | 117    | 99     |
| 19                | Matias Montinho Manuela Paulo     | ANG Angola         | 16     | 18     | 20 DNS | 20 DNC | 19     | 18 DPI | 17     | 18     | –      | 146    | 126    |

Legenda
| - DNF = Não cruzou a linha de chegada; - DNC = Não compareceu na área de largada; - DNS = Não largou; - RET = Retirou-se da regata; | - UFD = Desclassificação por bandeira "U"; - BFD = Desclassificação por bandeira preta; - DPI = Penalidade discricionária imposta. |